# 阿达尔维尔 (肯塔基州)
阿达尔维尔（英語：Adairville），是美国肯塔基州的一座城市。面积约为2.8平方公里（1.1平方英里）。根据2010年美国人口普查，该市的人口为852人。